# Hesperochernes holsingeri
Espèce
Hesperochernes holsingeri est une espèce de pseudoscorpions de la famille des Chernetidae.

## Distribution
Cette espèce est endémique d'Indiana aux États-Unis. Elle se rencontre dans la grotte Wilson's Cave dans le comté de Jefferson.

## Étymologie
Cette espèce est nommée en l'honneur de John Robert Holsinger (1934-2018).

## Publication originale
- Muchmore, 1994 : Some pseudoscorpions (Arachnida: Pseudoscorpionida) from caves in Ohio and Indiana, U.S.A. Transactions of the American Microscopical Society, vol. 113, p. 316-324.